# Patrick Young
Patrick Young, latinisiert Patricius Iunius, (* 29. August 1584 in Seaton, Forfarshire; † 7. September 1652) war ein schottischer Gelehrter und einer der bedeutendsten englischen Gräzisten seiner Zeit.

## Leben
Sein Vater Peter Young war Lehrer des schottischen Königs James VI. (des späteren englischen Königs Jakob I.). Young studierte in St. Andrews mit dem Magister Artium-Abschluss 1603. Im selben Jahr ging er mit seinem Vater im Gefolge von Jakob I. nach London, als dieser zum englischen König gekrönt wurde. Dort wurde er Sekretär und Bibliothekar von George Lloyd, dem Bischof von Chester. 1605 wurde er in Oxford ordiniert und Kaplan des All Souls College. Das gab er auf, um in London als Latein-Sekretär für ausländische Korrespondenz in diplomatische Dienste zu treten, wobei er auch Auslandsreisen machte, z. B. 1617 nach Paris, und dabei Kontakte zu Gelehrten knüpfte. Außerdem war er Bibliothekar verschiedener Könige (Jakob I., Karl I.). 1618 wurde er mit seinem jüngeren Bruder John Young (1585–1655), der Dean in Winchester war, Bürger von Dundee. Er war an der lateinischen Übersetzung der Werke von König Jakob I. beteiligt, wurde 1620 Magister Artium in Cambridge und 1621 Pfründner und Schatzmeister von St. Paul´s Cathedral. Young hatte außerdem einige andere kirchliche Pfründen (Rektor von  Llanynys in Denbighshire ab 1623 und Rektor von Hayes, Middlesex, von 1623 bis 1647). 1624 wurde er lateinischer Sekretär von Bischof John Williams (1582–1650), dem späteren Erzbischof von York.
Er hatte einen Ruf als bedeutender Gräzist und wurde zum Studium des 1627 als Geschenk an Karl I. nach England gelangten Codex Alexandrinus herangezogen (neben anderen berühmten Gelehrten wie James Ussher, John Selden). Seine Bemerkungen dazu erschienen in der Londoner Polyglot-Bibel von Brian Walton (1657). Er gab auch 1633 in Oxford den Ersten Clemensbrief heraus, dessen nicht ganz vollständiger griechischer Text von Thomas Roe dem englischen König Karl I. geschenkt worden war, wobei  Young versuchte die Lücken zu füllen. Es folgte eine Ausgabe des griechischen Originals des zweiten Clemensbriefs. Beide sind Editio princeps der Clemensbriefe. Seine Ausgabe der Clemensbriefe mit lateinischer Übersetzung wurde postum 1687 und 1694 veröffentlicht. 1647 erhielt er für seine Herausgebertätigkeit dieser Werke vom englischen Staat 2000 Pfund.
1637 erschien seine Catena Graecorum Patrum in Iob (eine Katene der griechischen Kirchenväter zum Buch Hiob) und 1638 seine Expositio in Canticum Canticorum (Kommentar zum Hohen Lied).
Seine gekürzte kommentierte Ausgabe des Werks von Louis Savot (1579–1640) über die Münzen römischer Herrscher erschien in Band 5 der Collectanea von John Leland 1770 und 1774.
Seine Bibliothek ging an Thomas Gale.

## Schriften (Auswahl)
- Catena Graecorum Patrum in Iob … opera et studio Patricii Iunii. Londinii, 1637, Digitalisat Universitätsbibliothek Freiburg
- Gilbertii Foliot Episcopi Londinesis, Expositio in Canticum Canticorum: una cum compendio Alcuini. … opera et studio Patricii Iunii. Londinii, 1638, Google Books